# Jämtländische Sprache
Jämtländisch („Ja-amsk“/„Jamske“ in der eigenen Sprache) ist eine gut definierte Gruppe von skandinavischen Dialekten, die in der schwedischen Provinz Jämtland gesprochen werden. Es wird gewöhnlich zwischen der heutigen schwedisch-norwegischen Grenze und der weiter östlich liegenden schwedisch-norwegischen Grenze vor 1645 benutzt. Gemäß den Sagas wurde Jämtland ursprünglich von Flüchtlingen von Trøndelag besiedelt; nachdem Harald Schönhaar Norwegen im 9. Jahrhundert vereinigt hatte, wurde es ein Teil Norwegens unter der Herrschaft Haakons I. im 10. Jahrhundert und blieb ein Teil Norwegens bis in das 17. Jahrhundert.
Jämtländisch teilt viele Charakteristiken sowohl mit Trøndersk, dem Dialekt, der in Trøndelag in Norwegen gesprochen wird, als auch mit den Dialekten, die entlang der Küste von Norrland gesprochen werden. Auf Grund dieser Mittelposition gab es seit dem frühen 20. Jahrhundert eine Debatte, ob Jämtländisch zum Westnordischen oder Ostnordischen gehört. Die Wahrheit ist wahrscheinlich, dass Jämtländisch nicht eindeutig einer dieser beiden Gruppen zugeordnet werden kann.
Da Jämtländisch eine Gruppe von Dialekten ist, ist die tatsächliche Anzahl an Sprechern schwer festzustellen. Wäre es die Definition, alle Einwohner der Provinz Jämtland einzubeziehen, läge die Anzahl an Sprechern bei etwa 120.000. In dem Falle, dass man nur besser unterscheidbare ländliche Varianten zählt, läge die Anzahl zwischen 30.000 und 60.000. Es ist schwer, die Geschichte der Sprache nachzuvollziehen, da geschriebene Quellen erst seit dem frühen 18. Jahrhundert bestehen, wenn man nicht den Frösö-Runenstein aus dem frühen 11. Jahrhundert und die Gesetzestexte aus dem 14. Jahrhundert einbezieht, von denen nicht nachgewiesen werden kann, dass sie in Alt-Jämtländisch, dem vermuteten altwestnordischen jämtländischen Dialekt, geschrieben sind. Es hat Versuche gegeben, die jämtländische Rechtschreibung zu standardisieren; der am weitgehendsten akzeptierte Versuch bis jetzt ist Vägledning för stavning av jamska (Wegweiser für das Buchstabieren des Jämtländischen) (1994 und 1995), welcher von der Akademien för jamska, die aus Bodil Bergner, Berta Magnusson und Bo Oscarsson besteht, vorgelegt wurde. Deren bekannteste Anwendung ist bis jetzt die Übersetzung von Bibelauszügen ins Jämtländische, was in dem Buch Nagur Bibelteksta på jamska (Einige Bibeltexte auf Jämtländisch) resultierte. Ein Ausschnitt aus dem Buch:
Gen 1,26–27 :
26 Å Gud saa: ’Lätt oss gjära når mänish, nager som e lik oss. Å dom ske rå öve fishn derri havan å över foglan pyne himmela, å öve tamdjura öve heile jola, å öve all de djur som kravl å rör se på jorn.´
27 Å Gud skapa mänishan å gjool som n avbild ta se själv. Te kær å kviin skapa n dom.
Hier wird abschließend darauf aufmerksam gemacht, dass das Buch nicht durchgehend der Orthographie entspricht und an einigen Stellen auch zu stark schwedisch gefärbte Wörter und Ausdrücke verwendet. Die Vägledning för stavning av jamska verwendet etwa gjæra „tun, machen“, nicht gjära, und in echtem Jämtländisch verwendet man hemela für den „[göttlichen] Himmel“, anstelle von himmela (vgl. schwedisch himmel). Eine weitere abweichende Rechtschreibregelung ist der Gebrauch des Digraphen sh anstelle von sch, das die Vägledning för stavning av jamska verwendet, der dem Laut des deutschen „sch“ entspricht.